# 阿延维尔
阿延维尔（法語：Haillainville，法語發音：[ajɛ̃vil] ⓘ）是法国大东部大区孚日省的一个市镇，位于该省北部，属于埃皮纳勒区和埃皮纳勒城市圈公共社区。该市镇的总面积为12.26平方公里，海拔在293至381米之间，2022年1月1日总人口为181人。

## 地理
阿延维尔（48°23'34"N, 6°28'55"E）面积12.26 平方千米，位于法国大東部大區孚日省，该省份为法国东北部内陆省份，北起默兹省和默尔特-摩泽尔省，西接上马恩省，南至上索恩省和贝尔福地区省，东临上莱茵省和下莱茵省。
与阿延维尔接壤的市镇（或旧市镇、城区）包括：奥尔通库尔、勒安库尔、埃塞拉科特、吉里维莱、克莱藏泰讷、达马奥布瓦、福孔库尔。
阿延维尔的时区为UTC+01:00、UTC+02:00（夏令时）。

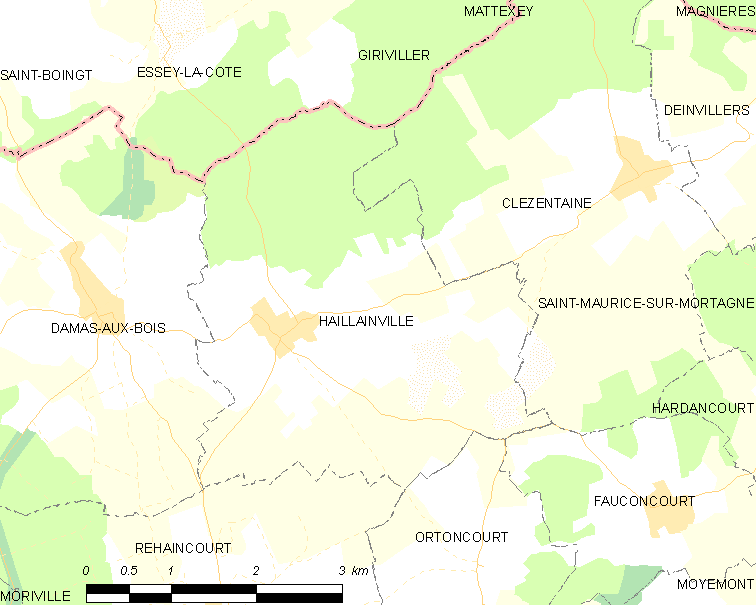
阿延维尔的OSM定位图

## 行政
阿延维尔的邮政编码为88330，INSEE市镇编码为88228。

## 政治
阿延维尔所属的省级选区为沙尔姆县。

## 交通
孚日省省道D6线、D9线和D50线在境内交汇。

## 人口

1962-2008年间阿延维尔人口变化图示

阿延维尔于2022年1月1日时的人口数量为181人。